# Yli-Ii
Yli-Ii (Överijo en suédois) est une ancienne municipalité  du nord-ouest de la Finlande, dans la région d'Ostrobotnie du Nord. Au 1er janvier 2013, la municipalité de Yli-Ii a fusionné avec Oulu et est devenue le district de Yli-Ii. 

## Population
La commune n'a été créée qu'en 1924 par la séparation d'Ii en deux communes. Elle comptait alors 2 382 habitants, légèrement plus qu'actuellement. Elle a atteint son maximum à 3 931 en 1968 et n'a pas cessé de voir sa population diminuer depuis, en raison notamment d'un taux d'emploi particulièrement faible (en 2004 la commune ne comptait que 557 emplois).

## Géographie
Yli-Ii est traversée par le fleuve Iijoki. 
La commune est largement forestière, marécageuse et peu vallonnée, à l'instar des autres communes du fond du Golfe de Botnie.
Elle abrite un des plus importants sites archéologiques de l'Âge de la pierre en Finlande, et on y trouve un musée présentant les principales découvertes (centre Kierikki et village de l'Âge de la pierre).
Elle est bordée au nord par Kuivaniemi, à l'est par Pudasjärvi, au sud-est par Ylikiiminki, au sud par Haukipudas et à l'ouest par Ii.